# Kasztiliasz IV
Kasztiliasz IV – król Babilonii z dynastii kasyckiej, następca i być może syn Szagarakti-Szuriasza; panował w latach 1232-1225 p.n.e. Walczył równocześnie na dwóch frontach: z Asyrią oraz z Elamem. Wojna z asyryjskim królem Tukulti-Ninurtą I zakończyła się całkowitą klęską: Kasztiliasz IV został pojmany i uprowadzony w niewolę do Aszur, a Babilonia stała się asyryjskim protektoratem.